# Euryopis varis
Euryopis varis là một loài nhện trong họ Theridiidae.
Loài này thuộc chi Euryopis. Euryopis varis được Herbert Walter Levi miêu tả năm 1963.